# Epiplatys neumanni
Epiplatys neumanni är en fiskart som beskrevs av Berkenkamp, 1993. Epiplatys neumanni ingår i släktet Epiplatys och familjen Nothobranchiidae. IUCN kategoriserar arten globalt som livskraftig. Inga underarter finns listade i Catalogue of Life.